# Provinz Samar
Koordinaten: 11° 50′ N, 125° 0′ O
Samar, lange Zeit unter der Bezeichnung Western Samar bekannt, ist eine Provinz der Philippinen in der Region Eastern Visayas (Region VIII). Provinzhauptstadt ist Catbalogan City.

## Geographie
Das Provinzgebiet umfasst den westlichen Teil der Insel Samar. Zu ihr gehören verschiedene Inseln, die sich nördlich der Insel Leyte in der Samar-See befinden. Die Provinz grenzt im Norden an die Provinz Northern Samar und im Osten an Eastern Samar. Im Süden breitet sich der Golf von Leyte aus, während die San-Juanico-Straße, die Samar von der Nachbarinsel Leyte trennt, entlang des südlichen Abschnittes ihrer Westküste verläuft und in die Samarsee übergeht. Die San-Juanico-Brücke überspannt die San-Juanico-Straße an deren schmälster Stelle und schafft eine wichtige Verkehrsverbindung zwischen beiden Inseln.
Die Hauptstadt Catbalogan City (103.879 Einwohner) ist zentral gelegen, während Calbayog City (183.851 Einwohner) im Norden der Provinz liegt.
Die Topographie der Provinz präsentiert sich streckenweise hügelig, und sie verfügt über einige Anhöhen von 200 bis 800 m. Daneben erstrecken sich Tieflandebenen, die sich entlang der Küstengebiete, dem Schwemmland und der Flussdeltas ausdehnen, die von vielen großen Flüssen gebildet werden. Die größten Tieflandflächen finden sich an den nördlichen Küsten und weiten sich bis zu den Flussebenen des Catubig und des Catarman Rivers aus. Kleinere Tieflandgebiete befinden sich in dem Gebiet von Calbayog, eingebettet in die Flussdeltas und Tälern der Flüsse Gandara und Ulot. Die Abhänge sind in der Regel durchfeuchtet und aufgrund der Abholzung kaum mit Bäumen bewachsen. Nach heftigen Regenfällen fließt das Wasser von den Hügeln ab und führt in den Tiefebenen zu Überflutungen und in den Bergen zu Erosionen, die die Ebenen an den Küsten der Provinz immer mehr erweitern und ausdehnen.
Samar hat eine Gesamtfläche von 5.591 km². 1.511 km² oder 27,3 % davon sind als Agrarflächen ausgewiesen und weitere 1.673 km² mit Wäldern bedeckt.
Zur Provinz gehören die Inseln Karikiki, Camandang, Almagro, Santo Niño Island, Libucan Daco und Tagapul-an.

## Bevölkerung und Kultur

### Demographie
Die Provinz hat nach der Volkszählung von 2007 eine Gesamteinwohnerzahl von 695.149 Menschen. Damit belegt sie den 38. Rang der bevölkerungsreichsten Provinzen des Landes.
Nahezu 95 % der einheimischen Bevölkerung der Provinz von Samar sind Filipinos. Die übrigen Einwohner gehören der chinesischen, der US-amerikanischen oder sonstigen ausländischen Nationalitäten an.

### Sprache
Die Bewohner der Provinz gehören der ethnischen Volksgruppe der Samar-Leyte oder Waray-Gruppe an, der sechstgrößten kulturellen Sprachgruppe des Landes.
Die überwiegende Mehrheit der Einheimischen (90,2 %) verwendet den Dialekt Samarnon-Wáray-Wáray, auch bekannt unter den Bezeichnungen Waraynon, Samarnon oder Samar-Leyte Visayan. In den Gemeinden Almagro und Santo Niño dominiert hingegen die Sprache Cebuano, die 9,8 % aller Sprecher der Provinz verbindet. Daneben sind auch die Sprachen Tagalog (0,5 %) und Boholano (0,07 %) sowie weitere, weniger verbreitete Sprachen, wie Englisch und Chinesisch, vertreten.

### Religion
Die Römisch-Katholische Glaubensrichtung vereint mit 95 % der Samareños den Hauptanteil der Religionsanhänger dieser Provinz. Andere Religionsgemeinschaften sind die United Church of Christ, die Aglipayan, die Iglesia ni Cristo, die Mormonen, die Baptisten die Gemeinschaft der Erweckungsbewegung und die Siebenten-Tags-Adventisten.

### Kunst
Samar ist das Zentrum der Kut-kut-Kunst. Hierbei handelt es sich um eine Technik, die die Kunst des alten Orients mit der europäischen kombiniert. Sie ist eine ausgesprochen beachtete und sammelnswerte, weil verloren geglaubte Kunstform. Es existieren heute nur wenige bekannte Exemplare dieser Technik, die zwischen dem 16. und dem 18. Jahrhundert praktiziert wurde.
Kut-kut ist eine exotische philippinische Kunstform, die auf altertümliche Techniken basiert und das Sgraffito und das Enkaustik mit mehreren aufeinander aufgetragenen Schichten kombiniert. Die Mischung der verschiedenen Stile bringt ein einzigartiges Kunstwerk hervor, dass durch erlesene wirbelnde, ineinander verwobene Linien, mehrlagige Texturen und einer Illusion von dreidimensionalen Räumen charakterisiert wird.

## Wirtschaft
Neunzig Prozent der Bevölkerung von Samar ist abhängig vom Hauptgrundnahrungsmittel Reis. Daneben ist die Kokosnuss die wichtigste Nutzpflanze, deren Anbau sich zumeist auf die Küstengebiete konzentriert. Weiterhin werden in der Provinz vielerorts Maniok, Mais, Süßkartoffeln, Taro und Yamswurzeln, sowie Bananen angepflanzt und vertrieben.
Ein anderer Wirtschaftszweig ist die Vieh- und Geflügelhaltung. Hühner sind gemäß den Aufzeichnungen aus dem Jahr 2004 das meistkonsumierte Fleisch der Provinz, seit die Teuerungsrate für andere Fleischarten deutlich gestiegen ist.
Samar ist zudem reich an Bodenschätzen. Das Gebiet der Provinz liefert in der Hauptsache Hämatit und magnetische Chromate, Nickel und Mangan. Außerdem werden auch Kupfer, Zink und Blei als Sulfide und in Verbindung mit Pyrit in den Minen dieses Gebietes abgebaut.
Die Provinz verfügt auf ihrer westlichen Seite über eine relative ausgedehnte Küstenlinie, die sich über 300 km von Calbayog City bis zur südöstlichen Gemeinde Marabut erstreckt. Hier ist die Fischerei die Haupterwerbsquelle der Provinzbewohner. Die Wassergebiete beinhalten Fischgründe mit einer Gesamtfläche von insgesamt 298 km².

## Politische Gliederung
Die Provinz Samar ist unterteilt in 24 eigenständig verwaltete Gemeinden und 2 Städte. Diese wiederum sind in insgesamt 952 Baranggays (Ortsteile) untergliedert.
Die Provinz wird weiterhin aufgeteilt in zwei Kongress-Distrikte.

### Städte
- Catbalogan City
- Calbayog City

### Gemeinden
| - Almagro - Basey - Calbiga - Daram - Gandara - Hinabangan - Jiabong - Marabut - Matuguinao - Motiong - Pagsanghan - Paranas (Wright) | - Pinabacdao - San Jorge - San Jose de Buan - San Sebastian - Santa Margarita - Santa Rita - Santo Niño - Tagapul-an - Talalora - Tarangnan - Villareal - Zumarraga |

## Geschichte
Über die Herkunft des Namens gibt es eine verbreitete Legende. Als die Spanier ihren Fuß auf die Insel setzten, fragten sie einen verwundeten Einheimischen nach dem Namen des Ortes, an dem sie sich befanden. Der Einheimische, der kein Wort Spanisch sprach, dachte, man würde sich nach seinem Zustand erkundigen. Somit antwortete er: Samad, was verletzt bedeutet. Obwohl es in der Vergangenheit einige andere Bezeichnungen für dieses Eiland gab, wie Zamal, Ibabao, Achan und Tandaya, übernahmen die Spanier später die Bezeichnung Samar für die Insel, welches sich mutmaßlich aus dem Wort Samad entwickelte.
Jesuitische Missionare gründeten um 1596 eine römisch-katholische Siedlung auf Samar und unterwiesen die Einheimischen in der christlichen Lehre. Der Hauptsitz der Verwaltung lag in dieser Zeit auf Cebu, bis im Jahre 1735 Samar und Leyte politisch mit Carigara zu einer Provinz vereint und der Ortschaft Leyte der Regierungssitz dieses Verwaltungsgebietes zugesprochen wurde. 1768 trennte man Samar und Leyte voneinander und formte aus ihnen eigenständige Provinzen. Im Jahre 1769 wurden die Jesuiten von spanischen Franziskanern abgelöst, die in der Folge die Verwaltung des Gebietes übernahmen.
Im Januar 1900 besetzten amerikanische Soldaten die Ortschaft Catbalogan. Im Jahre 1901, während des Philippinisch-Amerikanischen Krieges, wurde den amerikanischen Truppen bei einem Überraschungsangriff auf ihre Garnison eine empfindliche Niederlage beigebracht. Dem als Balangiga-Massaker bekannte Angriff folgten schwere amerikanische Vergeltungsmaßnahmen. Ein Bataillon der US Marines wurde beauftragt, die Insel in eine heulende Wildnis zu verwandeln und alle Einheimischen über 10 Jahren als Feinde zu betrachten.
Eine Zivilregierung wurde am 17. Juni 1902 eingerichtet und Julio Llorente wurde zum ersten Gouverneur von Samar bestimmt.
Am 16. Juli 1948 wurde Calbayog mit Wirkung des Republic Act Nr. 328 zu einer beurkundeten Stadt ernannt.
Die Provinz Samar umfasste vor dem Inkrafttreten des Republic Act Nr. 4221 am 19. Juni 1965 noch die gesamte Insel Samar. Durch dieses Gesetz wurde sie nun in drei eigenständige Provinzen aufgeteilt: Northern Samar mit der Hauptstadt Catarman, Eastern Samar mit dem Sitz der Provinzregierung in Borongan, sowie Western Samar mit der Hauptstadt Catbalogan. Im Jahre 1969 wurde die Provinz in Samar umbenannt.
Die Bestrebungen zur Wandlung von Catbalogan zu einer Stadt wurden bereits in den 1960er Jahren aufgenommen. Doch die offizielle Ernennung fand erst am 15. März 2007 statt, nachdem der Republic Act Nr. 9391 ratifiziert wurde.
Am 8. November 2013 verwüstete der Taifun Haiyan die Provinz Samar.

## Klima
Die Provinz Samar fällt unter die zweite und vierte Klimakategorie. Die Zweite Kategorie charakterisiert sich dadurch, dass sie keine Trockenperiode beinhaltet, sich aber zeitweise durch eine ausgesprochen starke Regenperiode auszeichnet, die in der Regel im Dezember und Januar auftritt. Generell liegen die Gebiete, die diesem Klimatyp angehören, an oder nahe der Ostküste der Insel, die sich dem Wettereinfluss des nordöstlichen Monsuns öffnen. Aber auch die im südöstlichen Teil der Provinz gelegenen Gemeinden gehören dieser Klimakategorie an.
Der vierte Klimatyp fällt durch mehr oder weniger heftige Niederschläge auf, die das gesamte Jahr über auftreten können. Diese Kategorie ist zwischen der ersten und zweiten Klimaklasse einzuordnen, steht jedoch dem 2. Typ näher, da sie über keine Trockenperiode verfügt. Vornehmlich die im nordwestlichen Teil der Provinz gelegenen Gebiete sind diesem Klima zuzuordnen. Die stärksten Regenmengen sind hierbei in den Monaten Oktober und Dezember zu erwarten. So waren die höchsten gemessenen Niederschlagsmengen im Jahre 2004 359 mm und im Dezember des gleichen Jahres 350 mm pro cm². Der Monat April hatte in diesem Jahr mit 99,3 mm die geringsten Niederschlagsmengen zu verzeichnen.

## Sehenswürdigkeiten
- Samar-Naturpark
- Sohoton-Natural-Bridge-Nationalpark
- Die Höhlen von Calbiga
- Die Basey-Kirche
- Die heißen Quellen von Mapaso in Rizal, Calbayog City
- Die Naturhöhle von Guinogo-an in Longsob, Calbayog City
- Die Bangon-Bugtong-Fälle in San Joaquin, Calbayog City
- Die Tabokno-Fälle
- Die Insel Binaliw Isle
- Die Blanca-Aurora-Fälle von San Jorge
- Die Lologayan-Fälle
- Die Bagacay Beach
- Der Marabut Marine Park
- Die Insel Kantikan (Pearl-Insel)
- Die San-Juanico-Brücke